# Raissac-d'Aude
Raissac-d'Aude är en kommun i departementet Aude i regionen Occitanien  i södra Frankrike. Kommunen ligger  i kantonen Narbonne-Ouest som ligger i arrondissementet Narbonne. År 2022 hade Raissac-d'Aude 234 invånare.

## Befolkningsutveckling
Antalet invånare i kommunen Raissac-d'Aude
Referens: INSEE